# Zarge (Imkerei)

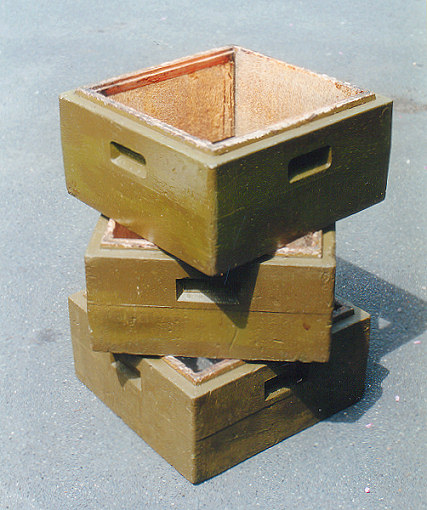
Zargen der Segeberger Beute

Als Zarge wird in der Imkerei ein viereckiger Rahmen aus Holz oder Kunststoff bezeichnet. In die Zarge werden von oben die Rähmchen mit den Waben gehängt. Sie ist somit ein zentraler Bestandteil jeder Magazinbeute. Eine besondere Art der Zarge ist die Futterzarge. In diese können keine Rähmchen hineingehängt werden, stattdessen füllt man dort zur Fütterung der Bienen Zuckerwasser hinein.

## Beschreibung
Eine Zarge besteht aus vier Wänden und ist oben und unten offen. Je nach Art der Bienenbeute ist sie quadratisch oder rechteckig, mit charakteristischer Länge und Breite. Die Zargen werden vertikal gestapelt und auf einen Magazinbeute-Boden gestellt. Je nach Jahreszeit können es unterschiedlich viele sein. Im Winter ist es meist nur eine oder zwei, im Sommer kann der Bienenstock bis auf vier oder mehr Zargen erweitert werden. Dabei dienen die ein bis zwei untersten Zargen als Brutraume, in denen die Brut aufgezogen wird und die Königin lebt. Die Zargen darüber bilden den Honigraum, der bei der Honigernte entfernt wird. Zwischen Brut- und Honigraum wird oft ein Absperrgitter eingefügt, um zu verhindern, dass die größere Königin – und auch Drohnen – in den Honigraum gelangen können.
Die meisten Magazinbeuten haben nur eine Zargengrösse. Bei anderen, darunter die Dadant-Beute, ist die Brutraumzarge doppelt so hoch wie eine Honigraumzarge. Dies verhindert ein Austauschen von Brut- und Honigwaben.

### Futterzarge

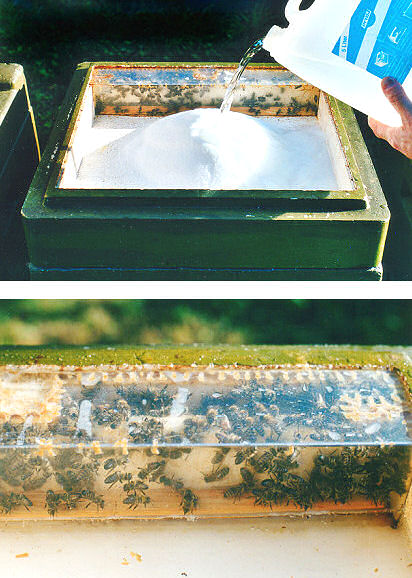
Futterzarge mit Zuckerfütterung

Die Futterzarge hat im Gegensatz zu den anderen Zargen einen Boden, ist also eine Art Gefäß, das mehrere Liter Flüssigkeit fasst. Bei der Auffütterung im Herbst wird sie direkt auf die oberste Zarge gestellt und mit Zuckerwasser gefüllt. Durch einen direkten Zugang gelangen die Bienen vom Brutraum an das Zuckerwasser, das sie dann in ihre Waben transportieren und weiterverarbeiten.